# Випадок зі слідчої практики
«Випадок зі слідчої практики» — радянський художній фільм, кримінальна драма Леоніда Аграновича, що вийшла в 1968 році.

## Сюжет
Злодій Валентин Макарцев, який відсиджує строк у колонії, несподівано пише зізнання у скоєнні вбивства дев'ять років тому — 1959-го. Він називає кількох свідків убивства серед своїх товаришів у дворовій компанії тих років. Справу доручають слідчому прокуратури Ользі Сухарєвій. Вона надсилає повістки передбачуваним свідкам і розпоряджається етапувати Макарцева для розгляду. Справу про вбивство 1959 року не порушували, труп не виявили, тому єдине свідчення злочину — це слова Макарцева. На відміну від Макарцева, його колишні приятелі стали «корисними членами суспільства» і сприймають повістку з прокуратури з незадоволенням. Коротков працює в закритому НДІ і збирається захищати дисертацію, у нього проблеми з дружиною — йдеться до розлучення. Фомін — начальник відділу постачання. Обидва вони на питання Сухарєвої відповідають неохоче і не підтверджують факт убивства і власну присутність при ньому. Коли Макарцева доставляють у місто, Сухарєва в розмові з ним припускає, що він вигадав це вбивство. Тим часом двоє інших свідків поводяться інакше: хірургічна сестра Трошина відразу визнає, що одного з дворової компанії, дрібного кишенькового злодія Баржу, вбили. Про вбивство розповідає і радист авіалайнера Кличко. Як з'ясовується, вся компанія причетна до кишенькового злодійства, однак Баржа, якому спочатку передавали вкрадені гроші на зберігання,  привласнював частину собі, через що його вирішили провчити. Зрозумівши, що злочин справді мав місце, Сухарєва викликає Короткова, а потім і Фоміна на очну ставку з Макарцевим. Кожен з них, уникаючи неприємностей, стверджує, що непричетний до події дев'ять років тому, і Макарцев не суперечить їм. Вдома Коротков мав розмову з дружиною, яка називає його вбивцею, і він накладає на себе руки. В іншій справі до Сухарєвої випадково заходить інженер Барашков, який виявляється тим самим «убитим» Баржою — як виявилося, Макарцев сильно поранив його ножем (який йому кинув Коротков), але після тривалого лікування він одужав. Однак Трошина і Кличко зізналися в співучасті в замаху на вбивство, і тепер за законом мали бути викликані до суду. Колега Сухарєвої пропонує їй не давати ходу справі, тому що ці люди вже змінилися й не повинні відповідати за гріхи молодості. Однак Сухарєва має намір дотриматися закону. Фільм закінчується її словами: «Дам по заслугах згідно з законом. Так чи ні?»

## У ролях
- Любов Землянікіна —  Ольга Федорівна Сухарєва
- Олексій Ковальов —  Валентин Макарцев
- Ніна Русланова —  Тоня Трушина (Хруля)
- Всеволод Шиловський —  Яків Хомич
- Роман Вільдан —  Юрій Коротков (Ніс)
- Емілія Кулик —  Неля Короткова
- Геннадій Кочкожаров —  Едгар Кличко (Шкілет)
- Ігор Старков —  Барашков (Баржа)
- Володимир Заманський —  Семен Сухарєв
- Іван Соловйов —  Олександр Вага, слідчий
- Борис Зайденберг —  командир авіалайнера
- Віктор Бурхарт —  Галахов
- Степан Крилов —  Лобов
- Генріх Осташевський —  слідчий, колега Лобова
- Сергій Простяков —  професор Аношин
- Валентина Сперантова —  мати Макарцева
- Віра Кулакова —  мати Тоні
- Віктор Шульгін —  міліціонер
- Майя Булгакова — епізод

## Знімальна група
- Режисер — Леонід Агранович
- Сценаристи — Леонід Агранович, Олександр Шпеєр
- Оператор — Геннадій Карюк
- Композитор — Михайло Зів
- Художник — Михайло Заєць